# 椿の庭
『椿の庭』（つばきのにわ）は、2021年4月9日に公開の日本映画。監督は本作が長編映画初監督作となる写真家の上田義彦、主演は富司純子とシム・ウンギョンで、15年の構想を経て完成させた。
第10回トロント日本映画祭審査員賞、第15回KINOTAYO現代日本映画祭グランプリ。

## あらすじ
葉山の海を見下ろす高台に、椿の咲く美しい庭に囲まれた旧宅が建っている。常に和服を凛と着こなす老婦人の絹子は、この家で茶道教室を開き、静かに暮らしていた。夫は亡くなり、長女の陶子も嫁いで、一人暮らしの絹子。駆け落ち結婚をした次女は、長く音信不通のままだった。
韓国人と結婚した次女は、すでに夫と死別していたが、ずっと韓国で一人娘を育てていた。しかし、次女は交通事故で亡くなり、娘の渚が取り残された。カタコトの日本語を話す渚を、葉山の家に引き取る絹子。
高齢の絹子を案じる長女の陶子。渚も一緒に陶子夫妻のマンションで暮らそうと勧めるが、絹子は転居を望まなかった。しかし、税金の支払いの為に、土地家屋を手放さざるを得なくなる絹子。家の売却先を探す中、絹子は不意に倒れて、薬を手放せなくなった。
家の買手である若い実業家は、家屋敷を残すと笑顔で語った。淡々と身の回りを整理し、庭の落ち葉掃除を続ける絹子。だが渚は、絹子が薬を飲んでいないことに気がついた。渚がこの家に来て一年、椿の咲く庭を眺めながら絹子は亡くなった。
陶子と共に最後の戸締まりをして、葉山を去る渚。約束に反して旧宅は取り壊された。

## キャスト
- 絹子：富司純子
- 渚：シム・ウンギョン
- 戸倉：田辺誠一[4]
- 幸三：清水綋治[4]
- 内田淳子
- 北浦愛
- 三浦透子
- 宇野祥平
- 松澤匠
- 不破万作
- 黄：チャン・チェン（特別出演）[4]
- 陶子：鈴木京香[4]

## スタッフ
- 監督・脚本・撮影：上田義彦
- エグゼクティブプロデューサー：小佐野保、畠中鈴子
- プロデューサー：橋本竜太、小川真司、宋姈信
- 協力プロデューサー：飯田雅裕
- 音楽：中川俊郎
- 撮影補：佐藤治
- 照明：八幡高広
- 録音：橋本泰夫
- 助監督：中山権正
- 衣装：伊藤佐智子
- ヘアメイク：赤松絵利、吉野節子
- 編集：上田義彦
- スクリプター：河島順子、田口良子
- 整音：野村みき
- アシスタントプロデューサー：萩原里枝
- 配給協力：江守徹
- 音楽プロデューサー：ケンタロー
- 宣伝美術：葛西薫
- WEB：里健太郎
- 配給：ビターズ・エンド
- 制作プロダクション：ギークサイト
- 製作：“A Garden of the Camellias” film partners（ギークピクチュアズ、yoshihiko ueda films、ユマニテ、朝日新聞社）